# Rajiv Gandhi International Cricket Stadium (Hyderabad)
Das Rajiv Gandhi International Cricket Stadium ist ein Cricketstadion in Hyderabad, Indien. Es wurde nach den indischen Politiker Rajiv Gandhi benannt. Das Stadion wurde 2003 erbaut und ersetzte das Lal Bahadur Shastri Stadium als Heimatstadion der Hyderabad Cricket Association. Das Stadion ist Austragungsort für internationale Test Matches und One-Day Internationals.

## Kapazität und Infrastruktur
Das Stadion wurde 2004 eröffnet und bietet Platz für 55.000 Besucher. Die 6 Flutlichtmasten wurden im April 2007 installiert. Die beiden Wicketenden heißen Pavilion End und North End.

## Internationales Cricket
Das erste ODI in diesem Stadion zwischen Indien und Südafrika fand im November 2005, das erste internationale Test-Match fand zwischen Indien und Neuseeland im November 2010 statt. Das Stadion war einer der Austragungsorte des Cricket World Cup 2023.

## Nationales Cricket
Im nationalen Cricket bietet es der Mannschaft der Hyderabad Cricket Association eine Heimat. In der Indian Premier League wurde es zunächst von den Deccan Chargers genutzt, bevor das Franchise durch die Sunrisers Hyderabad ersetzt wurde.